# Puyallup
Els puyallup, el nom dels quals prové de Pwiya'lap i vol dir "ombra", són una tribu ameríndia de llengua salish, emparentada amb els nisqually, que vivien als voltants de la ciutat de Tacoma (Washington), a la zona anomenada Sound Puget, en una reserva aconseguida mitjançanat el tractat de Medicine Creek.

## Demografia
Eren uns 470 el 1960, però menys de 50 parlaven la llengua. El 1901 només hi havia 536 a la reserva i el 1909 uns 469. Segons el cens dels EUA del 2000, hi havia 2.121 individus. Segons dades de la BIA del 1995, a la seva reserva hi vivien 14.282 persones, tot i que només 2.126 eren apuntades al rol tribal.

## Cultura
Mantenien trets culturals similars als nootka i kwakiutl, com els pals totèmics i la celebració del potlacht. Vivien en viles d'un miler de persones, s'alimentaven de wapatto, arrels de cama, baies silvestres i pescaven salmó i mamífers d'aigua, feien escultures de cedre, practicaven l'esclavatge i el xamanisme, i no formaven cap unió política ni nació unificada.
Celebraven cerimònies d'iniciació anomenades "de la canoa de l'esperit" i d'altres per a curar malalts. En elles, el xaman simulava un viatge amb canoa a l'interior de la terra per visitar les ànimes dels difunts. S'empraven taules de fusta i figures esculpides per fer de pont entre l'home i l'esperit. Vivien principalment de la pesca del salmó.
Es dividien en els grups o viles: 
- Esha'ktlabsh, al canal Hylebos.
- Kalka'lak, a les boques de Wappato Creek.
- Kibalt, a Glencove.
- Puyallup o Spwiya'laphabsh, a la badia Commencement Bay i el riu Puyallup
- Sha'tekad, a Clay Creek on acaba en el riu Puyallup.
- Sko'tlbabsh, a Carr Inlet,
- Skwapa'bsh, a la part meridional de l'illa Vashon.
- Skwlo'tsid, al cap de la badia Wollochet.
- Steilacoom, a Steilacoom Creek
- Tsugwa'lethl, al port Quartermaster.
- Tule'lakle, al cap de Burley Lagoon, Carr Inlet.
- Twa'debshab, al començament de la badia Commencement Bay i ara ocupada per Tacoma.

## Història
El primer contacte amb els blancs a la zona de Sound Puget es produí el 1774, amb exploradors espanyols i russos. El 1788 James Cook va visitar la zona. Cap al 1805 els nord-americans Lewis i Clark arribaren a Washington. Cap al 1810 es construí Fort Astoria, a Spokane, i el 1813 el territori fou posat sota la protecció de la NNCo. El 1825 els britànics construïren Fort Vancouver i provocaren la primera epidèmia de verola. El 1850 començaren a confiscar-los terres mercè l'Oregon Donation Act. El Tractat de Medicine Creek del 1855 els garantia els drets de pesca, i el 1887 aconseguiren una reserva juntament als nisqually.
El 12 de gener del 1925 les tribus del Puget Sound van obtenir una llei per compensar-los del govern federal per l'incompliment dels tractats, però les tribus sense terra en restaren excloses.
Durant els anys seixanta les tribus del Puget Sound fundaren la West Washington Inter tribal Coordinating Council (WWITCC) per tal de defensar llurs drets de pesca de les depredacions federals, al qual s'unirien els puyallup i nisqually el novembre del 1963, de manera que l'octubre del 1965 iniciaren les fish-ins amb suport de gent de l'AIM, Jane Fonda, Marlon Brando i Dick Gregory. Però el 1967 en el cas Department of Game vs Puyallup Tribe no els concedeix tots els drets perquè no són tribu reconeguda, cosa que no aconseguiran fins al 1968. El 1969 els muckleshoot i puyallup s'enfrontaren a la policia de Washington en defensa dels drets de pesca dels seus rius.
Els puyallup tenien maldats els drets de pesca per la pol·lució de les aigües, les hidroelèctriques i la superpoblació blanca. Des del 1963, amb el suport de la NIYC i de Ramona Bennet (AIM), s'enfrontaren a la policia pels drets de pesca, malgrat que els tribunals locals no els donaren la raó.
Finalment, el 1970 el govern dels EUA reconeixerà els drets de pesca de puyallup i nisqually, i el 1974 imposarà els drets a l'Estat de Washington, i permetrà que les tribus sense terres hi participin.
El 1988 van rebre 66 milions $ i 120 hectàrees del port de Tacoma sobre la base del tractat de Medicine Creek, i que el govern federal ha incomplet sistemàticament. Hi construïren una dàrsena per a embarcacions i un contàiner per mercaderies de vaixells, llogades a les autoritats locals.